# زخرفة
الزخرفة، هي مجموعة من النقاط والخطوط والأشكال الهندسية والرسوم الحيوانية والنباتية وقد تكون فيما بينها كلمات متداخلة ومتناسقة، تعطي شكلا جميلا وتُستعمل لتزيين المباني والأواني والملابس والمساجد والكنائس والمدافن والنقود والعملات والقصور وبعض أعلام الدول.

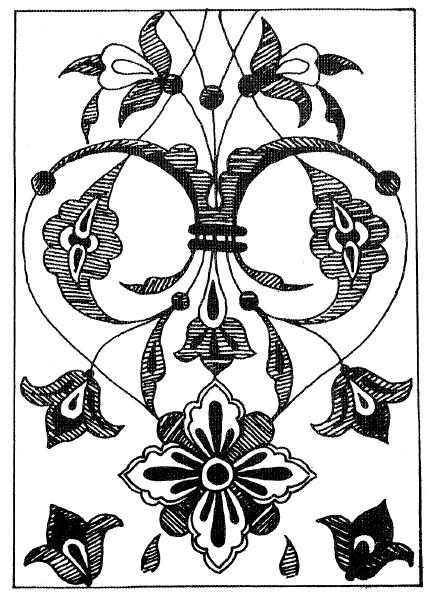
نموذج من الزخرفة الفارسية

## لمحة تاريخية
رافقت الزخرفة الإنسان منذ ما قبل التاريخ، وازدهرت في كافة العصور، وتُعتبر مرآة الحضارات، ففيها عكست الأمم المتلاحقة أشكال ونُظُم الحياة والمعيشة والعادات والتقاليد.
واعتبرت الزخرفة إحدى وسائل معرفة تاريخ الأمم السابقة ومدى تطورهم وتعمّقهم الفكري والديني والمعرفي ومدى تحضّرهم.

## تطور فنّ الزخرفة

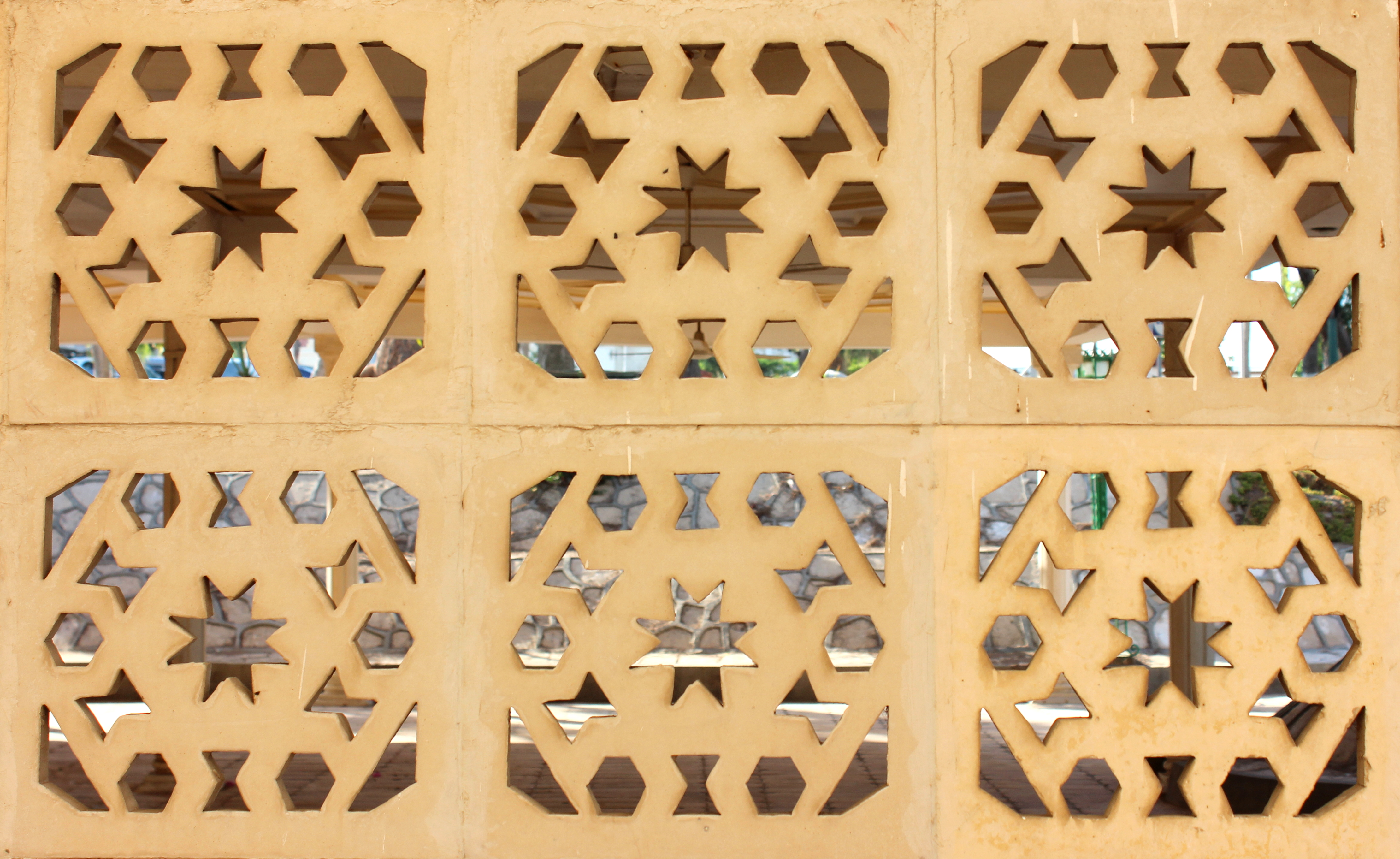
زخرفة إسلامية بمسجد شيواه ناز بحدائق المنتزه بالإسكندرية.

عرف إنسان ماقبل التاريخ فن الزخرفة، وبما أنه كان وقتها يسير على الفطرة وكانت اهتماماته لا تتعدى مهام الحياة اليومية وشؤون الطعام والشراب، جاءت الزخرفة فطرية في نشأتها وظلّت كذلك ردحا طويلا. فرسم الإنسان وقتها ونقش وزخرف بعض الأشكال البدائية من خطوط ونقاط.
وعندما أحسّ الإنسان بوجود قوى خفيّة في الطبيعة، مسؤولة عن تحريك الكائنات، تغيّرت أشكال الزخرفة والنقوش ورسموا حينها الحيوانات والنباتات وبعض الظواهر الطبيعية.
ومع تقدّم الإنسان معرفيا وحضاريا، ألحّت عليه الحاجة للتجميل، فاستعمل الزخرفة في تزيين الكهوف ووشم الأجسام وزيّن بها الأواني والأدوات والملابس برسوم وزخارف ونقوش شتى، وقد قصد بها التجميل والتزويق.

## التعبيرات الزخرفية
التعبيرات المستخدمة في الزخرفة من حيث الوصف والمعنى تنقسم إلى ثمانية أنواع:

### التعبيرات البدائية
وهي التعبيرات القديمة التي لازمت إنسان ما قبل التاريخ، وكانت تتكون من نقاط وخطوط وأشكال بدائية غير متقنة.

### التعبيرات الرمزية
وهي التي تمثّل الإلوهية، وقوّة الطبيعة والسحر، استخدمها الإنسان عندما شعر بوجود قوى خفيّة في مظاهر الطبيعة، فراح يتقرّب منها بتعبيرات زخرفية فرمز للشمس بدائرة تتوسطها نقطة، ورمز للجهات الأصلية بقطرين متعامدين في دائرة.

### التعبيرات بالكتابة الرمزية
استعملها الإنسان الأول ليعبّر فيها عن أفكار معيّنة كالكتابة الهيروغليفية والصينية، وكانت تقتصر في بداياتها على رسم نهر أو جبل أو طير أو حيوان.

### التعبيرات الحيوانية
استعملها إنسان ما قبل التاريخ على جدران الكهوف لرسم بعض الحيوانات التي كان يصادفها أو يصطادها، واتخذت بعض القبائل البدائية شعارات لها تتمثّل برسوم للحيوانات أو الطيور الجارحة، كالتنين والعقاب والكلب والخنزير.

### التعبيرات الهندسية
وهي المكوّنة من نقاط وخطوط وأشكال هندسية ومضلعات متداخلة ومتشابكة فيما بينها للحصول على تكوينات زخرفية.

### التعبيرات المشوّشة
وهذا النوع من الزخرفة استعمل على نطاق واسع في أوروبا لا سيما في فرنسا في عهد لويس الخامس عشر وأطلق عليه لفظ (STYLE).

### التعبيرات النباتية
الزخرفة النباتية يُستخدم فيها أنواع كثيرة من النباتات والورود والأزهار كالقرنفل والكرز والرمان وزهرة التوليب (الخزامى) والسوسن والنسرين. وتتكون من الأغصان والسيقان والأوراق

### التعبيرات التجريدية
والتي تعني بها التجريد من الواقع والمقصود هنا التعبير عن أشياء واقعية برسومات تشبهها في المعنى

## القواعد والأسس المتّبعة في الزخرفة

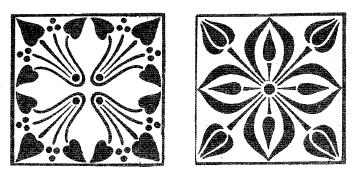
زخرفة بالإعتماد على الوحدات النباتية، ويظهر الشكل التشعّب من نقطة الوسط

للزخرفة قواعد وأسس مأخوذة من الطبيعة ومن الأعمال الزخرفية القديمة، وأهم هذه الأسس:

### التوازن
وهي قاعدة أساسية يجب توفّرها في كل تكوين زخرفي أو عمل فني زيتي، وهو يعبّر عن التكوين الفني المتكامل عن طريق حسن توزيع العناصر والوحدات والألوان، وهو قانون مستوحى من الطبيعة وما تحويه من كتل ذات سطوح ودرجات لونية في علاقات متّزنة ببعضها.

### التناظر أو التماثل
وهو من القواعد المهمّة التي تقوم عليها بعض الزخارف الذي ينطبق نصفها على نصفها الآخر بواسطة مستقيم يُسمّى المحور والتناظر نوعان :

#### التناظر النصفي
يضم العناصر التي يكمل أحد نصفيها النصف الآخر في اتجاه متقابل وأبرز أمثلتها الطبيعة.

#### التناظر الكلي
وفيه يكتمل التكوين من عنصرين متشابهين تماما في اتجاه متعاكس.

### التشعّب
غالب التكوينات الزخرفية لا سيما النباتية منها تتضمّن التشعّب، وهو نوعان:

#### التشعّب من نقطة
وفيه تنبثق خطوط الوحدة الزخرفية من نقطة إلى الخارج.

#### التشعّب من خطّ
وفيه تتفرّع الأشكال والوحدات من خطوط مستقيمة أو منحنية من جانب واحد أو من جانبين كسعف النخيل ونمو الأوراق من فروعها، ونمو الفروع من سيقانها والسيقان من الجذوع.

### التناسب
وهو من أهمّ قواعد الجمال فمجال الطبيعة يتمثّل بتناسب كل جزء للآخر، وليس له قاعدة إنما يتوقف على الذوق الفني، ودقّة الملاحظة وقوّة التمييز.

### التشابك
وهذا النوع يظهر بكثرة في الزخارف العربية على شكل التفاف عادي، أو التفاف حلزوني، أو التفاف ساقين من النبات بشكل متعاكس.

### التكرار
وهي من أهم قواعد الزخرفة، ويوجد بكثرة في الطبيعة مثل أغصان الأشجار، والتكرار من أبسط قواعد تكوين الزخارف. وينقسم إلى التكرار العادي والمتعاكس والمتبادل.

#### التكرار العادي
وفيه تتجاور الوحدات الزخرفية في وضع ثابت متناوب.

#### التكرار المتعاكس
وفيه تتجاور الوحدات الزخرفية في أوضاع متعاكسة تارة إلى أعلى وتارة إلى أسفل، أو اليمين واليسار.

#### التكرار المتبادل
وهو استخدام واشتراك وحدتين زخرفيتين مختلفتين في تجاور وتعاقب الواحدة تلو الأخرة ويسمى أيضا التعاقب أو التناوب.

## طالع
- تطعيم زخرفي

## روابط خارجية
- الزخرفة_الهندسية. The power of form applied to geometric tracery